# Heartland (Runrig-album)
 For alternative betydninger, se Heartland. (Se også artikler, som begynder med Heartland)
Heartland er det fjerde studiealbum fra den skotske keltiske rockband Runrig. Det blev udgivet i 1985, og det er deres første album, hvor antallet af sange på engelsk overgik antallet af sange på gælisk.

## Spor
1. "O Cho Meallt" (Much Deception) - 3:04
2. "This Darkest Winter" - 4:29
3. "Lifeline" - 4:09
4. "Air a' Chuan" (On the Ocean) - 5:09
5. "Dance Called America" - 4:33
6. "The Everlasting Gun" - 4:26
7. "Skye" - 3:31
8. "Cnoc na Fèille" (The Hill at the Marketplace) - 4:40
9. "The Wire" - 5:28
10. "An Ataireachd Àrd" (The High Swell) - 4:30
11. "The Ferry"  - 4:12
12. "Tuireadh Iain Ruaidh" (Lament for Red John) - 2:42

## Personel
- Donnie Munro - Vokal
- Rory MacDonald - Basguitar, vokal, harmonika, tolvstrenget guitar
- Calum MacDonald - Percussion
- Malcom Jones - Guitar, bas, mandolin, vokal
- Iain Bayne - Trommer og percussion
- Richard Cherns: Keyboard